# CcVAD Valladolid Creative Commons Film Festival

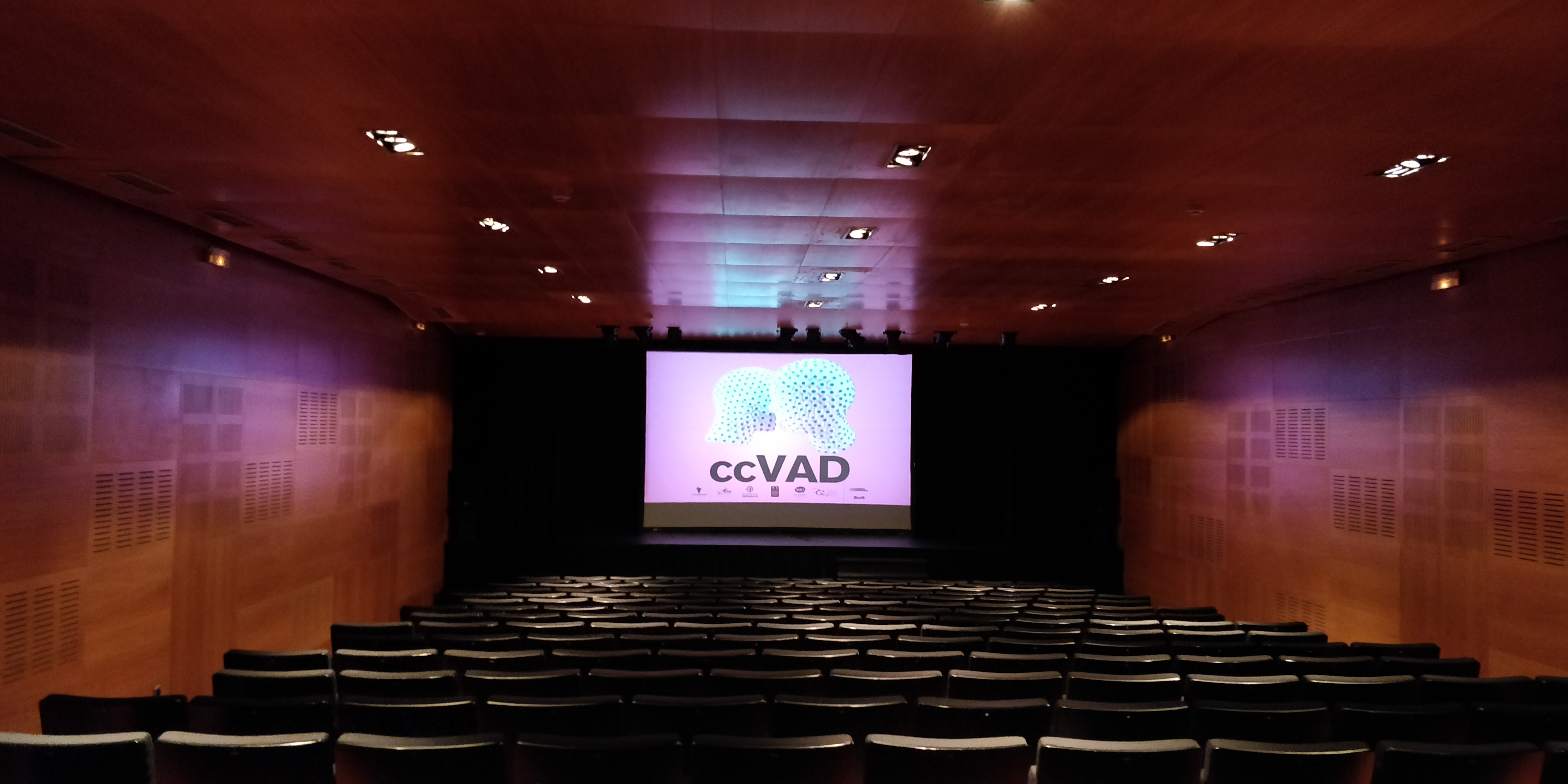
Pantalla de la imagen de presentación de la quinta edición del ccVAD

ccVAD Valladolid Creative Commons Film Festival es un festival de cine gratuito, autogestionado e independiente que se celebra de manera anual en Valladolid desde 2013 y que forma parte de la red CCWorld.
El festival lleva a cabo una selección de obras para cada edición que tiene como objetivo abarcar el mayor tipo de géneros cinematográficos: cine de autor, documental social, animación, videoarte, ficción, entre otro. Todo el material audiovisual proyectado tiene como características comunes el estar bajo licencias Creative Commons y la importancia de internet como canal de financiación, producción y distribución.

También apuesta por proyectos innovadores, como la narrativa transmedia, el prosumo o las nuevas narrativas, que ofrecen a la audiencia nuevas experiencias o el poder participar en la narración cinematográfica. El objetivo es convertir al ccVAD en un festival líder en la vanguardia audiovisual.
ccVAD forma parte de la red CCWorld. Esta red está integrada por más de 20 festivales de cine Creative Commons que se celebran en todo el mundo, en ciudades como Berlín, Madrid, Seúl, Bogotá, Ciudad de México, Lima, Toronto, Roma o Barcelona. La participación en esta red permite crear vínculos de colaboración y llegar a nuevos materiales cinematográficos, así como dar a conocer a los cineastas y artistas visuales vallisoletanos que participan en él y a sus trabajos al resto de festivales de la red, lo que supone una oportunidad para darse a conocer a nivel nacional e internacional.

## Historia
El festival Valladolid Creative Commons Film Festival nació en 2013 en Valladolid como una obra derivada del BccN Barcelona Creative Commons Film Festival y se encuentra bajo licencia CC BY-NC-SA 3.0 (Atribución / No Comercial / Compartir Igual). Esta licencia permite que el propio festival, al igual que todos los pertenecientes a la red CCWorld, se pueda copiar, remezclar, adaptar, distribuir y proyectar de manera gratuita en cualquier lugar.
Desde su nacimiento el ccVAD se ha desarrollado de diferentes maneras y en diferentes sedes de la ciudad.

### Primera edición (2013)
La primera edición se celebró del 12 al 28 de febrero de 2013 en dos sedes: el Espacio Joven de Valladolid y el Museo Patio Herreriano. En esta primera edición se celebraron dos sesiones en el Salón de Actos del museo y tres en el auditorio del Espacio Joven de Valladolid.
Las películas que se proyectaron en esta edición fueron:
| Película                                            | Director/es                                 | Año  |
| --------------------------------------------------- | ------------------------------------------- | ---- |
| El hombre sin la cámara                             | Carlos Escaño                               | 2011 |
| Del Poder                                           | Zaván                                       | 2011 |
| Niños haciendo arquitectura                         | Antonio Chumillas y Andrés Carretero        | 2011 |
| Backup                                              | Pilar Álvarez                               | 2011 |
| Oceanía                                             | Harry Dehal                                 | 2008 |
| Gdeim Izik. El campament de la resistència saharaui | Colectivo Resistencia Saharaui (Producción) | 2011 |
| Erhal. “Vete”. Diario de la Plaza Tahir             | Marc Almodóvar                              | 2011 |
| Prebloq                                             | Guilles Gerraz                              | 2010 |
| Legacy                                              | Grzegorz Jonkajtys                          | 2008 |
| Ark                                                 | Grzegorz Jonkajtys                          | 2007 |
| Sintel                                              | Colin Levy                                  | 2010 |
| Beyond the Game                                     | Jos De Putter                               | 2008 |

### Segunda edición (2014)
La segunda edición del festival se retrasó hasta el mes de septiembre de 2014, y tuvo varias novedades con respecto a la anterior. La primera fue el cambio de una de las sedes. Se mantuvo el Museo Patio Herreriano como sede principal y el Espacio Joven fue cambiado por una entidad privada, La Atómica - Espacio Creativo. La segunda fue que el festival comenzó a tener una entidad cada vez más propia con respecto al BccN.
Se incorporaron dos nuevas sesiones de creación propia: una sesión de cine infantil y la sesión Made in CyL. Esta fue una convocatoria abierta del propio festival para llamar a la participación de directores de cine y artistas visuales de Castilla y León que quisieran participar con sus trabajos creative commons. Las obras seleccionadas (nueve en total) se presentaron el sábado 27 de septiembre en la sesión de clausura del festival que finalizó con la entrega del I Premio del Público para la sección #MadeinCyL. Entre todos los trabajos participantes el público del festival eligió con la emisión de sus votos al cortometraje de animación Leo y Nora de Alex Hernández, que pasó a formar parte de la red de difusión CCWorld.
Las películas que se proyectaron en esta edición fueron:
| Película                                                                           | Director/es                                             | Año  |
| ---------------------------------------------------------------------------------- | ------------------------------------------------------- | ---- |
| A Cero                                                                             | Mina Trapp                                              | 2012 |
| Floresta Vermelha                                                                  | Flavio Soares                                           | 2013 |
| Viaje a la tierra del Quebracho                                                    | Manuel Quiñones                                         | 2011 |
| Sita sing the Blues                                                                | Nina Paley                                              | 2008 |
| Fugitive                                                                           | Alejandro Machado R.                                    | 2008 |
| Ciutat Morta                                                                       | Xavier Artigas & Xapo Ortega                            | 2014 |
| Big Buck Bunny                                                                     | Sacha Goedegebure                                       | 2008 |
| Caminandes. Gran Dillama & Llama Drama                                             | Pablo Vázquez                                           | 2013 |
| Cupidon                                                                            | S. Bau, C. Choplain, M. Ecarlat, B. Huguet & J. Soulage | 2013 |
| Don Juan                                                                           | José Juan Zanoletty                                     | 2008 |
| En busca de la Pócima                                                              | Rami Abbas                                              | 2014 |
| Smile                                                                              | José Juan Zanoletty                                     | 2011 |
| Manic Pixie Dream Girl (An Internet love Story)                                    | Pablo Maqueda                                           | 2013 |
| Buscando historias                                                                 | Joan Planas & Ana Salvá                                 | 2013 |
| Aurum                                                                              | VV.AA                                                   | 2014 |
| Como puede una mujer, que es tan grande, entrar por los ojos, que son tan pequeños | Francisco Hervada Martín                                | 2014 |
| Coordenada Zero                                                                    | Víctor Deza                                             | 2012 |
| Estocolmo                                                                          | Álvaro Martín                                           | 2014 |
| Leo y Nora                                                                         | Alejandro Hernández                                     | 2014 |
| Nana para tiempos modernos                                                         | Juan Rojo                                               | 2014 |
| Puentes                                                                            | Enrique Piñuel Martín                                   | 2014 |
| Shakespeare no estuvo allí                                                         | Isabel Medarde                                          | 2014 |
| Surya Namaskara                                                                    | Isabel Medarde y Sergio González                        | 2011 |

### Tercera edición (2015)
La tercera edición del festival mantuvo el mismo mes de celebración que la segunda y también al Museo Patio Herreriano como sede principal. Las novedades que se incorporaron este año fueron varias: En primer lugar hubo un aumento significativo del número de sedes intentando de esa manera llegar a un público más amplio y variado. A las ya conocidas de la edición anterior, se sumaron los Cines Casablanca, el Aula Mergelina de la Universidad de Valladolid y El Café de Amable.
Junto con la ampliación de sedes, el festival también diversificó sus actividades con charlas, debates, talleres y una sesión especial de cortometrajes. Hubo una mesa debate sobre sexualidad aprovechando el estreno del documental Yes, we fuck!, una charla sobre "Cine abierto y herramientas disponibles", otra sobre cultura libre y educación hacker, un taller sobre cine abierto con la cámara Early AXIOM Beta y una sesión infantil en la que se realizó una proyección y un taller para niños en colaboración con Manos Unidas. La edición de ese año finalizó con la segunda convocatoria MadeInCyL, en la que se proyectaron cuatro trabajos de directores castellano-leoneses.
Las películas que se proyectaron en esta edición fueron:
| Película                                          | Director/es                         | Año  |
| ------------------------------------------------- | ----------------------------------- | ---- |
| Yes, we fuck!.                                    | Antonio Centeno y Raúl de la Morena | 2015 |
| The Story of Aaron Swartz: The Internet's Own Boy | Brian Knappenberger                 | 2014 |
| El Señor de los Mosquis                           | David Rubín                         | 2003 |
| La puerta azul                                    | Alicia Medina                       | 2015 |
| Todos tus secretos                                | Manuel Bartual                      | 2014 |
| Cultura libre y educación hacker                  | Carlos Escaño                       | 2013 |
| La luz de Mafasca                                 | Zacarías de la Rosa                 | 2012 |
| I Know a Place                                    | Alberto Alonso de Prado             | 2015 |
| Esperando el Tsunami                              | Vincent Moon                        | 2011 |
| 15-M-51                                           | Juan Carlos Quindos                 | 2015 |
| Como escapar de la crisis                         | Jorge Zeppy                         | 2015 |
| La frecuencia plástica                            | Ignacio Román                       | 2015 |
| Smaug vuelve a casa                               | Sergio González e Isabel Medarde    | 2015 |

### Cuarta edición (2016)
Al igual que en la edición anterior, el ccVAD de 2016 se realizó en el mes de septiembre consolidando así su cita anual con la ciudad de Valladolid. En esta ocasión, el festival centró su programación en cinco ejes temáticos: Ficciones, Redes, Fronteras, Cuerpos y Revoluciones. Todas las sesiones, salvo la denominada Ficciones, fueron acompañadas de un debate colectivo sobre los temas tratados en las proyecciones con entidades y personas relacionadas y en algunos casos con los directores de los trabajos.
A destacar de esta cuarta edición el cambio en cuanto a la elección de las sedes del festival puesto que, con el fin de facilitar a los espectadores el acceso y la mayor calidad posible, se decidió que todas ellas se celebrasen en el salón de actos del Museo Patio Herreriano.
Las películas que se proyectaron en esta edición fueron:
| Película                                | Director/es                           | Año  |
| --------------------------------------- | ------------------------------------- | ---- |
| Alpha                                   | Stathis Athanasiou                    | 2014 |
| The Story of Technoviking               | Matthias Frisch                       | 2015 |
| Tarajal                                 | Xavier Artigas y Xapo Ortega          | 2016 |
| Mi sexualidad es una creación artística | Lucía Egaña                           | 2011 |
| De Berta a Teo                          | Irene Navascués                       | 2015 |
| Somonte. Los puños en la tierra         | Damià Caro                            | 2016 |
| La voz del concejo                      | Isabel Medarde y Teresa García Montes | 2016 |

### Quinta edición (2018)

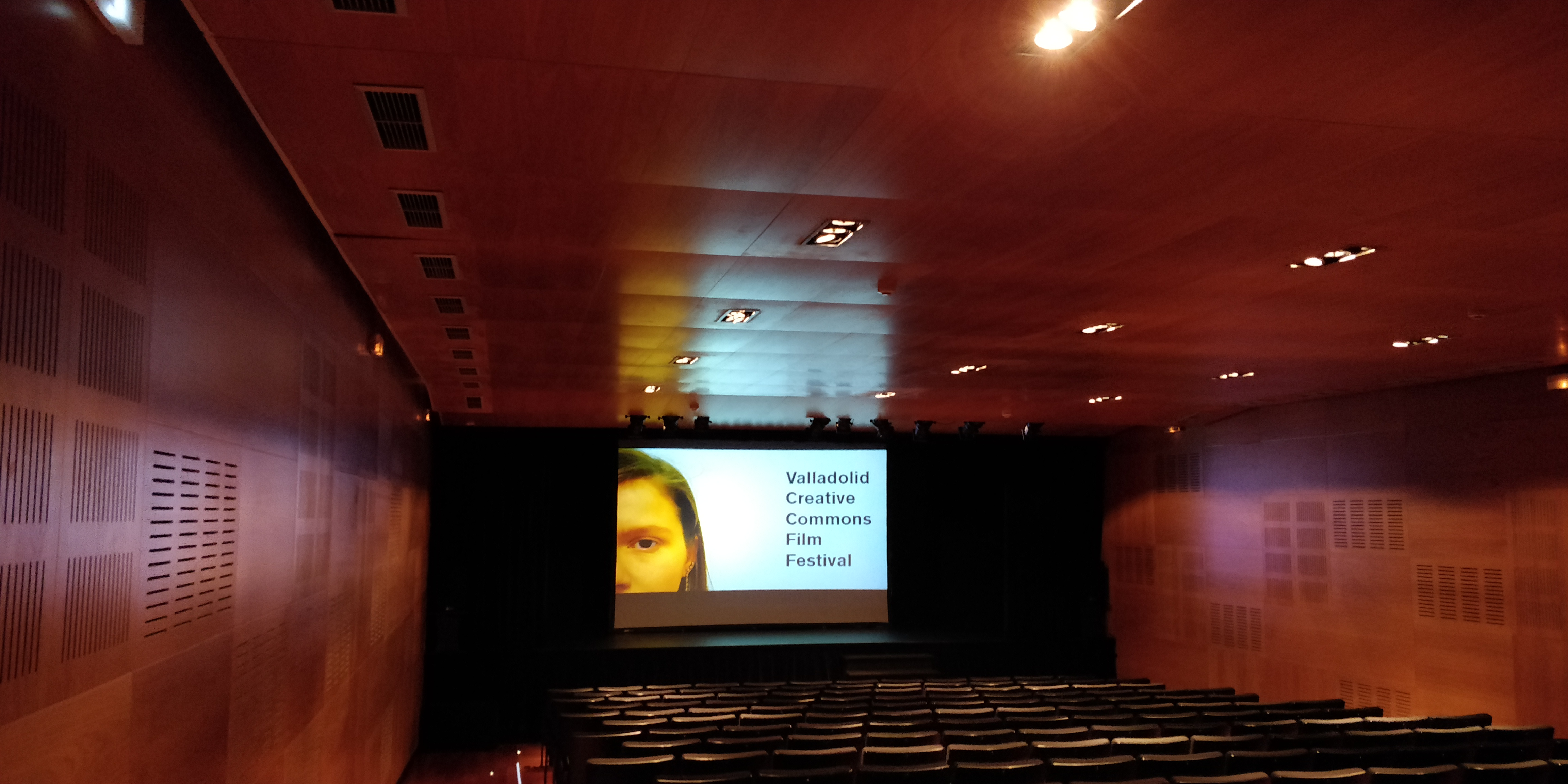
Fotograma del teaser de presentación de la quinta edición del Valladolid Creative Commons Film Festival

En junio de 2018 el ccVAD celebró su quinta edición. Debido a problemas externos a la organización del festival, en 2017 no se pudo celebrar esta quinta edición. Por otra parte la principal novedad de esta última edición fue el cambio de sede ya que el Museo Patio Herreriano se sustituyó por el Teatro Calderón. En cuanto al organigrama de actividades se mantuvo igual a la cuarta edición, una duración de cuatro días con cinco sesiones organizadas en torno a ejes temáticos: Fronteras, Invasiones, Violencia, Mujer, Gran Hermano, Producción Local y Empleo.
Como novedades, en esta quinta edición se recuperaron las actividades paralelas a las proyecciones y debates con un taller de edición en Wikipedia sobre cine libre de la mano de Wikimedia España, y la proyección de material audiovisual bajo licencias libres de producción local gracias a la colaboración del Encuentro de Autoedición de Valladolid y su certamen de videoarte.
Las películas que se proyectaron en esta edición fueron:
| Película                  | Director/es                                                                | Año  |
| ------------------------- | -------------------------------------------------------------------------- | ---- |
| Have a Nice Day           | Roger la Puente                                                            | 2016 |
| La extranjera             | Miguel Ángel Blanca                                                        | 2015 |
| La cifra negra            | Alex Payá                                                                  | 2018 |
| La mentada de la Llorona  | Autoría Colectiva. Colectivo Mujeres en Espiral                            | 2016 |
| Nothing to Hide           | Marc Meillassoux y Mihaela Gladovic                                        | 2017 |
| Edades del Alma           | Alberto Sobrino Romero y Rubén Cabrera Alonso. Bobotontos Producciones     | 2017 |
| Evolución del Montón      | Elena Finat Sáez                                                           | 2017 |
| Montón                    | Azucena Carbajosa Rodríguez                                                | 2017 |
| Un montón de monedas      | Sandra Milena Cano Cardona, Mariano Maestro Ortega y Rebeca Margareto Sáez | 2017 |
| La revolta de las escales | Salva Rodríguez y Roger Savá                                               | 2017 |